# Gelbweißes Seidenäffchen
Das Gelbweiße Seidenäffchen (Mico chrysoleucos, Syn.: Mico chrysoleuca, Mico chrysoleucus, Callithrix chrysoleuca) ist eine Primatenart aus der Familie der Krallenaffen. 

## Merkmale
Gelbweiße Seidenäffchen erreichen eine Kopfrumpflänge von 20 bis 24 Zentimetern, hinzu kommt noch der 30 bis 36 Zentimeter lange Schwanz. Ihr Fell ist vorwiegend weiß gefärbt, die Vorderpfoten, der hintere Teil des Rumpfes, die Hinterbeine und der Schwanz sind orange-gelb. Das fleischfarbene Gesicht ist unbehaart, an den Ohren befinden sich weiße Büschel. Wie bei allen Krallenaffen befinden sich an den Fingern und Zehen (mit Ausnahme der Großzehe) Krallen statt Nägeln.

## Verbreitung und Lebensraum
Gelbweiße Seidenäffchen bewohnen ein kleines Gebiet im Amazonasbecken im brasilianischen Bundesstaat Amazonas. Die genauen Ausmaße des Verbreitungsgebietes sind nicht bekannt, es liegt südlich des Amazonas und östlich des Rio Madeira. Lebensraum dieser Art sind Regenwälder.

## Lebensweise
Diese Primaten sind tagaktive Baumbewohner. Sie bewegen sich auf allen vieren oder springend fort. Die Lebensweise ist nicht genau bekannt, vermutlich leben sie wie andere Marmosetten in Gruppen, die um ein ausgewachsenes, fortpflanzungsfähiges Paar organisiert sind. Gelbweiße Seidenäffchen nehmen in stärkerem Ausmaß als andere Seidenäffchen Früchte zu sich und haben darum auch größere Reviere. Daneben verzehren sie auch Baumsäfte und Kleintiere wie Insekten.

## Bedrohung
Auch aufgrund der Unklarheiten über das Verbreitungsgebiet lassen sich keine Angaben über den Gefährdungsgrad machen. Die IUCN listet die Art unter „zu wenig Daten vorhanden“ (data deficient).